# هالي إيرل
هالي إيرل (بالإنجليزية: Hallie Earle)‏ هي طبيبة التوليد والنساء أمريكية، ولدت في 27 سبتمبر 1880 في مقاطعة مكلينان في الولايات المتحدة، وتوفيت في 1 نوفمبر 1963.